# Ponte e strada romana di Becilla de Valderaduey
Il ponte di Becilla de Valderaduey è un ponte che attraversa il fiume Valderaduey e tradizionalmente è stato considerato di origine romana insieme alla strada corrispondente, anche se probabilmente ha origini più recenti. I suoi resti si trovano nel municipio di Becilla de Valderaduey nella Provincia di Valladolid, della comunità autonoma di Castilla y León, Spagna.

## Ponte
Il ponte è una costruzione di pietra a tre occhi di mezzo punto, il centrale è il maggiore e poi presenta tre briglie con antibecchi per le piene. Sopra esso passa la strada di origine romana che poi costeggia le rive del fiume Valderaduey. Qui passava la Cañada Real Leonesa Occidental della Mesta. È stato dichiarato Bien de Interés Cultural il 31/08/1995.

## Ipotesi dell'origine romana del ponte

Strade principali della Spagna romana. Il ponte e la strada comunicavano con Asturica Augusta (Astorga, Leone) e Cesaraugusta (Zaragoza).

Anche se vi è una scarsa bibliografia al riguardo tradizionalmente si considera che il complesso del ponte e della strada sia di origine romana. Studi precedenti basati sui numerosi giacimenti romani in tutta la zona e anche sulle proporzioni del monumento, hanno sostenuto questa ipotesi ma nuove ricerche archeologiche la contraddicono.
Secondo questi ultimi studi, la strada odierna corrisponderebbe a un insieme di successivi miglioramenti che sono stati realizzati su una via originariamente romana di tipo terrenae. Invece il ponte, dopo un esame dei suoi tratti edilizi, si pensa che sia contemporaneo alla strada attuale, che è datata intorno al XIII secolo.
Occorre tener conto del fatto che tutte le fonti citate concordano sul fatto che la strada e il ponte formano un tutt'uno, perché si deve considerare che la costruzione del complesso si realizzò simultaneamente su una via romana preesistente. Il dubbio è sapere che cosa c'era prima nel posto che occupa il ponte.
Varie sono le ipotesi proposte:
- Un guado.[2][4]
- Un ponte antecedente scomparso.
- Una zona pantanosa guadabile in inverno e estate.